# 金沢星稜大学
金沢星稜大学（かなざわせいりょうだいがく、英語: Kanazawa Seiryo University）は、石川県金沢市御所町丑10-1に本部を置く日本の私立大学。1932年創立、1967年大学設置。大学の略称は星稜大。

## 概観

### 建学の精神
「誠実にして社会に役立つ人間の育成」

### 教育および研究
経済学部の1年生（外国人留学生を除く）は、ビジネス能力検定2級の受験が義務づけられている。

## 略歴
1932年に創設された北陸明正珠算簿記専修学校が起源。その後、数度の校名変更・学校改組を経て1967年に金沢経済大学（経済学部のみの単科大学）として開学。2002年に大学名を金沢星稜大学へと改称し、大学院を設置。2007年に人間科学部を、2016年に人文学部を新設。

## 沿革

### 年表
- 1932年10月 北陸明正珠算簿記専修学校を創設
- 1933年3月 北陸明正珠算簿記専修学校を明正高等簿記学校に改称
- 1944年3月 明正高等簿記学校を金沢商業女学校に改称
- 1948年
  - 2月 金沢商業女学校を金沢女子商業学校に改称
  - 10月 財団法人実践高等商業学校が認可され、設立。それを機に金沢女子商業学校を実践高等商業学校に改称
- 1950年10月 財団法人実践高等商業学校を学校法人実践商業高等学校に組織を改める。また、実践高等商業学校を実践商業高等学校に改称、男女共学化
- 1961年
  - 10月 学校法人実践商業高等学校から学校法人稲置学園へ法人名称変更が認可され、変更
  - 12月 実践第二高等学校の設置認可
- 1962年4月 実践第二高等学校を設置
- 1963年
  - 6月 実践第二高等学校を学校法人稲置学園から分離し、法人名称学校法人稲置財団を設立。
  - 8月 実践第二高等学校を星稜高等学校に改称する認可される
  - 9月 実践第二高等学校を星稜高等学校に改称
- 1965年4月 学校法人稲置財団を学校法人稲置星稜学園に法人名称変更が認可され、変更。星稜幼稚園が開園
- 1967年
  - 1月 金沢経済大学（経済学部経済学科）の開学認可。星稜高等学校を金沢経済大学付属星稜高等学校に校名変更、星稜幼稚園を金沢経済大学付属星稜幼稚園に園名変更する旨の認可
  - 4月 金沢経済大学開学。星稜高等学校を金沢経済大学付属星稜高等学校に改称。星稜幼稚園を金沢経済大学付属星稜幼稚園に改称
- 1970年3月 実践商業高等学校を石川県に移管し（石川県立金沢向陽高等学校となる）、学校法人稲置学園の解散が認可され解散
- 1971年
  - 1月 金沢経済大学経済学部に二部（夜間部）経済学科設置の認可
  - 3月 学校法人稲置星稜学園から学校法人稲置学園への法人名称変更が認可される
  - 4月 学校法人稲置星稜学園から学校法人稲置学園へ法人名称変更する。経済学部二部（夜間部）経済学科を設置
  - 11月 金沢経済大学付属星稜高等学校を金沢経済大学星稜高等学校に校名変更が認可され、変更。金沢経済大学付属星稜幼稚園を金沢経済大学星稜幼稚園に園名変更が認可され、変更。金沢経済大学星稜中学校を設置の認可
- 1972年4月 金沢経済大学星稜中学校を開校
- 1973年
  - 1月 経済学部一部に商学科増設の認可
  - 4月 経済学部一部に商学科増設
- 1979年
  - 2月 星稜女子短期大学に経営実務科を設置の認可
  - 4月 星稜女子短期大学に経営実務科を設置
- 1982年10月 星稜泉野幼稚園の設置認可
- 1983年
  - 1月 金沢経済大学星稜高等学校を星稜高等学校への、金沢経済大学星稜中学校を星稜中学校への校名変更が認可
  - 4月 金沢経済大学星稜高等学校を星稜高等学校へ、金沢経済大学星稜中学校を星稜中学校へ校名変更。金沢経済大学星稜幼稚園を星稜幼稚園へ園名変更。星稜泉野幼稚園を開園
- 1999年10月 経済学部一部の商学科をビジネスコミュニケーション学科へ改組する旨の認可
- 2000年4月 経済学部一部の商学科をビジネスコミュニケーション学科へ改組
- 2001年12月 大学院地域経済システム研究科（修士課程）の設置認可
- 2002年4月 金沢経済大学を金沢星稜大学に改称。大学院地域経済システム研究科（修士課程）を開設
- 2003年9月 経済学部一部に現代マネジメント学科設置の届出が受理される
- 2004年4月 経済学部一部に現代マネジメント学科を増設
- 2006年11月 人間科学部設置（スポーツ学科、こども学科）の認可
- 2007年4月 人間科学部（スポーツ学科、こども学科）を増設
- 2008年4月 大学院地域経済システム研究科（修士課程）を経営戦略研究科（修士課程）に改称
- 2010年4月 経済学部経済学科二部（夜間部）を廃止。経済学部現代マネジメント学科を経営学科に改称
- 2011年4月 星稜幼稚園を金沢星稜大学附属星稜幼稚園に、星稜泉野幼稚園を金沢星稜大学附属泉野幼稚園に改称
- 2012年4月 星稜女子短期大学を金沢星稜大学女子短期大学部に改称
- 2014年4月 人間科学部スポーツ学科に特別支援教育課程を設置
- 2015年4月 経済学部一部を経済学部と改称
- 2016年4月 人文学部国際文化学科を開設
- 2021年度 - 津幡町に野球場やサッカー場などで構成するスポーツキャンパスが完成予定[1]
- 2025年度 - 人文学部国際文化学科を一部改組し、国際英語学科開設予定

## 基礎データ

### 所在地
- 本部キャンパス （〒920-8620 石川県金沢市御所町丑10-1）

### アクセス
- 金沢駅・北鉄金沢駅および東金沢駅より西日本JRバス牧線「星稜高校」停留所。
- 金沢駅・北鉄金沢駅より北鉄バス鳴和増泉線、東金沢駅より北鉄バス東金沢金大線、石引線「金沢星稜大学・星稜高校」停留所。
  - 星稜高校を経由しないバスの場合は「鳴和」下車徒歩（「大樋町」交差点から石川県道210号清水小坂線を直進）約10分。
- 東金沢駅東口より石川県道123号東金沢停車場線・金沢市道を徒歩約20分

### 象徴
- マスコットキャラクターは、「ヒューマ」（人間科学部）と「エコミ」（経済学部）。2007年に全国からの公募により決定・制定された。

## 教育及び研究

### 組織

#### 学部・学科
- 経済学部
  - 経済学科
  - 経営学科
  - 地域システム学科（2024年度開設）
- 人間科学部
  - スポーツ学科
  - こども学科
- 人文学部
  - 国際文化学科
  - 国際英語学科（2025年度開設予定）

#### 女子短期大学部
- 経営実務科

#### 大学院
- 経営戦略研究科（修士課程） 
  - 経済・経営学専攻

#### 附属機関
- 総合研究所
- 図書館
- エクステンションセンター

## 学生生活

### 教育
- 経済学部一部の経済学科、経営学科では、1年生にビジネス能力検定2級の受験が義務づけられている。ただし外国人留学生を除く。

### クラブ・サークル活動
- 金沢星稜大学では、学友会、流星祭実行委員会、体育会執行部、文化サークル連盟、26の体育会系クラブ・サークル、15の文化系クラブ・サークルが活動している。

### 学園祭
大学祭は「流星祭」と呼ばれ、流星祭実行委員会を中心に企画・運営がなされている。

### スポーツ
- 空手道部
  - 第49回全日本空手道選手権大会出場。
  - 第39回全日本空手道選手権大会出場。
  - 第55回全日本大学空手道選手権大会出場。
  - 第55回全日本学生空手道選手権大会出場。
- 剣道部
  - 第59回全日本学生剣道優勝大会出場
  - 第30回全日本女子学生剣道優勝大会出場
  - 第45回全日本女子学生剣道選手権大会出場（団体）
- 硬式テニス部
  - 平成28年度全日本学生テニス選手権大会出場
  - 男子: 王座1部リーグ4位
  - 女子: 王座1部リーグ3位
- ソフトテニス部
  - 所属: 北信越学生ソフトテニス連盟、日本ソフトテニス連盟
  - 男子: 第65回文部科学大臣杯全日本大学対抗ソフトテニス選手権大会(個人戦)出場。
  - 女子: 三笠宮賜杯全日本学生ソフトテニス選手権大会(団体戦)出場。
- 硬式野球部
  - 第57回全日本大学野球選手権大会ベスト16
- バレーボール部
  - 所属: 日本バレーボール協会、全日本大学バレーボール連盟、石川県バレーボール協会
- 山岳スキー部
  - 秩父宮杯・秩父宮妃杯・寛仁親王杯第82回全日本学生スキー選手権大会ジャイアントスラローム8位入賞、スラローム5位入賞、スラローム9位入賞。
  - 第25回全日本学生スキー技術選手権大会（個人の部）優勝。
  - 第49回全日本スキー技術選手権大会出場。
- 陸上競技部では、五輪代表、日本代表コーチ経験等を持つスタッフにより指導が行われている。
  - 2006年世界ジュニア陸上競技選手権（10000m競歩）6位入賞
  - 2006年日本学生陸上競技個人選手権大会男子（400H）優勝。
  - 2010年日本学生陸上競技個人選手権大会出場、4位入賞（やり投げ）。
  - 2010年天皇賜杯第79回日本学生陸上競技対校選手権大会
  - 第80回日本学生陸上競技対校選手権大会出場。
  - 日本選手権リレー（男子4×100ｍR・男子4×400ｍR）出場。
  - 国民体育大会（200ｍ・400ｍH）出場。

## 大学関係者と組織

### 大学関係者組織
- 経済学会
- 人間科学会
- 稲友会（保護者会）
- 金沢星稜大学同窓会

## 施設

### キャンパス
- 本館
- 学生ホール
- 稲置記念館
- 体育館
- 食堂棟（星稜食堂サエラ、簡易郵便局、星稜プラザ）
- グローバルコモンズ

### キャンパス周辺
- トレーニングセンター
- 城塚山グラウンド
- 稲置学園総合運動場
- 学生駐車場

## 対外関係

### 国内他大学との協定
- 大学コンソーシアム石川
- 放送大学[2]

### 産学連携協定
- 石川県信用金庫協会[3]

### 海外協定校
- オーストラリア
  - セントラルクイーンズランド大学
- イギリス
  - カンタベリー・クライスト・チャーチ大学
- 韓国
  - 東亜大学校
- 中国
  - 吉林大学
  - 蘇州大学
  - 東北財経大学
  - 大連民族大学
  - 大連工業大学
- ドイツ
  - ゲルゼンキルヘン大学
  - ロイトリンゲン大学
- ハンガリー
  - コドラーニ・ヤーノシュ大学
- フィンランド
  - タンペレ大学
- フランス
  - ブルゴーニュ高等商業大学
- ロシア
  - イルクーツク国立大学(イルクーツク州・イルクーツク)

### 系列校
- 星稜高等学校・中学校

## 附属学校
- 金沢星稜大学附属星稜幼稚園
- 金沢星稜大学附属泉野幼稚園

## その他
2003年には定員割れした。この時の就職率は66％であったという。しかし、2005年にキャリア・ディベロップメント・プログラムを開始するなど就職サポートを徹底した結果、2009年の就職率は81％となった。このような取り組みの結果、2011年の入学試験においては、定員430名の募集に志願者が1610人となるなど定員割れからも脱却した。

## 公式サイト
- 金沢星稜大学